# Couepia multiflora
Couepia multiflora là một loài thực vật có hoa trong họ Cám. Loài này được Benth. mô tả khoa học đầu tiên năm 1840.